# Анхидрид
За неорганичен анхидрид виж киселинен оксид.
Киселинният анхидрид или за краткост само анхидрид е органично съединение, което има две ацилни групи. Най-често двата ацилни остатъка произхождат от една и съща карбоксилна киселина, като формулата на анхидрида е (RC(O))2O. Симетрични анхидриди от този вид се именуват като думата киселина в изходното съединение се замести с анхидрид. Така (CH3CO)2O се нарича оцетен анхидрид и е продукт на дехидратирането на оцетна киселина.

## Важни анхидриди
Оцетният анхидрид е главен промишлен химичен реагент, широко използван за производството на ацетатни естери, напр. целулозен ацетат. Малеиновият анхидрид е прекурсор на различни видове смоли, получени при полимеризацията му със стирен.

## Некарбоксилни анхидриди

### Анхидриди на други органични киселини
Едната или двете групи на анхидрида могат да произхождат от друга некарбоксилна органична киселина, като например сулфонова киселина или фосфонова киселина.

### Анхидрид на неорганична киселина
Една от групите на анхидрида може да произхожда от неорганична киселина, напр. фосфорна киселина. Анхидридът 1,3-бифосфоглицерат, който е междинен метаболит в гликолизата, е анхидрит на 3-фосхоглицериновата киселина и фосфорната киселина.

## Синтез
Оцетен анхидрид се получава главно от карбонирането (включване на въглероден оксид СО) на метил ацетат (CH3COOCH3). Малеиновият анхидрид чрез окисление на бензен или бутан. В лабораторни условия се прилага дехидратиране на желаните киселини. Условията варират при различните киселини, но фосфорният пероксид е най-честият дехидратиращ агент.
2 CH3COOH + P4O10 → CH3C(O)OC(O)CH3 (оцетен анхидрид) + "(HO)2P4O9"
Киселинните хлориди също са добри прекурсори:
CH3C(O)Cl + HCO2Na → HCO2COCH3 + NaCl
Различни анхидриди, съдържащи ацетилна група, се синтезират от кетен:
RCO2H + H2C=C=O → RCO2C(O)CH3

## Реакции
RC(O)OC(O)R + HY → RC(O)Y + RCO2H
HY = HOR (алкохоли), HNR'2 (NH3, амини: първични, вторични), ароматен пръстен

## Серни анхидриди
Сяра може да замества кислорода в карбонилната група или като свързващ мост. Например (тиоацетен) анхидрид (CH3C(S)OC(S)CH3). Когато двете ацилни групи са свързани чрез сяра, полученото съединение се нарича тиоанхидрид. например оцетен тиоанхидрид ((CH3C(O))2S).

## Дианхидриди
Дианхидридите са молекули с два свързващи кислородни атома и три ацилно остатъка. Те се използват главно за синтеза на полиимиди и понякога полиестери и полиамиди.